# Conus retifer
Conus retifer е вид охлюв от семейство Conidae. Видът не е застрашен от изчезване.

## Разпространение и местообитание
Разпространен е в Американска Самоа, Бруней, Вануату, Виетнам, Гуам, Източен Тимор, Индонезия, Кения, Кирибати (Гилбъртови острови), Китай (Гуандун, Гуанси, Джъдзян, Фудзиен и Хайнан), Коморски острови, Мавриций, Мадагаскар, Майот, Малки далечни острови на САЩ (Остров Бейкър, Уейк и Хауленд), Маршалови острови, Микронезия, Мозамбик, Науру, Ниуе, Нова Каледония, Остров Рождество, Острови Кук, Палау, Папуа Нова Гвинея, Провинции в КНР, Реюнион, Самоа, САЩ (Хавайски острови), Северни Мариански острови, Соломонови острови, Сомалия, Тайван, Танзания, Тонга, Тувалу, Уолис и Футуна, Фиджи, Филипини, Френска Полинезия (Австралски острови, Дружествени острови, Маркизки острови и Туамоту) и Япония.
Обитава крайбрежията и пясъчните дъна на океани, морета и рифове.

## Описание
Популацията на вида е намаляваща.